# Regionalwahl in Sardinien 1949
Die Regionalwahl in Sardinien 1949 fand am 8. Mai statt. Gewählt wurden 60 Abgeordnete zum Regionalrat.
Der Präsident und die Mitglieder des Regionalausschusses (Giunta regionale) wurden vom Regionalrat aus den Reihen seiner Mitglieder gewählt.

## Liste der Präsidenten
Präsident des Regionalausschusses während der I. Legislaturperiode (1949–1953): Luigi Crespellani (DC).

## Wahlergebnis
| Listen | Listen                                     | Stimmen | %    | Mandate |
| ------ | ------------------------------------------ | ------- | ---- | ------- |
|        | Democrazia Cristiana                       | 196.918 | 34,0 | 22      |
|        | Partito Comunista Italiano                 | 112.311 | 19,4 | 13      |
|        | Partito Nazionale Monarchico               | 67.141  | 11,6 | 7       |
|        | Partito Sardo d’Azione                     | 60.525  | 10,4 | 7       |
|        | Partito Sardo d’Azione Socialista          | 38.081  | 6,6  | 3       |
|        | Movimento Sociale Italiano                 | 35.402  | 6,1  | 3       |
|        | Partito Socialista Italiano                | 34.858  | 6,0  | 3       |
|        | Partito Socialista dei Lavoratori Italiani | 16.829  | 2,9  | 1       |
|        | Partito Liberale Italiano                  | 11.775  | 2,0  | 1       |
|        | Fronte dell’Uomo Qualunque                 | 4.838   | 0,8  | −       |
|        | Unabhängigen                               | 707     | 0,1  | −       |
| Gesamt | Gesamt                                     | 579.385 | 100  | 60      |